# Paul Sheldon
Paul Sheldon, es un escritor ficticio y el protagonista de la novela de 1987 Misery, de Stephen King. En la versión cinematográfica, Misery, Sheldon fue interpretado por James Caan, recibiendo más buenas críticas que malas. Caan trabajó al lado de Kathy Bates quien ganó el Óscar a la mejor actriz por su interpretación de Annie Wilkes. En la novela, Sheldon es un escritor que acaba de ser raptado por Wilkes tras un accidente de tráfico.

## Historia
Paul Sheldon se encontraba en el Hotel Boulderado de Colorado, Estados Unidos. Faltaban 92 páginas para terminar de escribir su novela "El hijo de Misery". Cuando escribió la palabra "FIN", Sheldon pegó gritos por toda la habitación diciendo: "Por fin! Misery está muerta...esa perra está muerta". Tras eliminar a su personaje más famoso, Sheldon publica la novela para seguir escribiendo otro proyecto titulado: "Automóviles Veloces" el cual ya había comenzando y del que tenía un borrador sin ninguna copia, producto de 2 años de trabajo. A Sheldon se le mencionan 2 esposas de las cuales se divorció, un asistente y en la novela incluso una hija, los cuales solo son mencionados, y en la película una asistente de Paul Sheldon aparece como personaje extra. Tras su segundo divorcio Sheldon se dedicó a escribir las novelas de Misery Chastain, el personaje que lo llevó a la fama. Una tarde de invierno, después de tomar una botella de Dom Perignon, sufre un accidente automovilístico a causa de la congelada carretera.
Sheldon despierta con fuertes dolores en la casa de Annie Wilkes una mujer alta y corpulenta que lo rescató de congelarse y quién lo atendió durante 2 semanas que él estuvo inconsciente. Wilkes se muestra amable y pacífica al principio, sin embargo Paul está convencido de que la mujer sufre algún trastorno. A pesar de eso y sabiendo que Annie lo tiene incomunicado del mundo externo, se dispone a seguir sus reglas.
Wilkes es una loca fanática de Misery Chastain y sin saber que Sheldon la eliminó en el último volumen de la saga, lo atiende y "respeta". Cuando Annie descubre el "fin de Misery" cambia drásticamente, revelando su verdadera forma de ser y torturando a Paul psicológicamente y físicamente, además de comprarle una máquina de escribir de nombre "Royal" y obligarlo a escribir una nueva novela donde Misery resucite, no sin antes obligarlo a quemar el único borrador de Automóviles Veloces, que para su mala suerte llevaba en su maletín el día del accidente. Paul tras esto buscará la manera de escapar, y durante las siguientes 2 veces que Annie sale de la casa, el con las piernas rotas y entre terribles dolores (que solo calman las cápsulas de nombre Novril) abandona la habitación en donde está encerrado, a pesar de que no tiene éxito para escapar de la casa debido a la alta seguridad de Wilkes. Paul está convencido de que Annie no sabe de sus escapes, pero ella está al tanto y tras encontrar un cuchillo que el escondió debajo de la cama, realiza el acto memorable de Misery: en la película, le rompe los pies con un enorme mazo, mientras que en la novela, le corta el pie con un hacha para después cauterizarlo con un soplete. Además, en el libro Wilkes le corta un dedo cuando el le reclama sobre una tecla faltante en la Royal. 
Paul después de buscar la forma de escapar y fallar en todos sus planes, se resigna a esperar su cruel y lenta muerte en la casa de Annie Wilkes, además de escribir la novela que ella tanto desea. Durante las siguientes semanas del fatal ataque de Wilkes, Paul escribe la novela resucitando a Misery, y se sorprende de la facilidad con la que la ha regresado, incluso considera "El retorno de Misery", la mejor novela que ha escrito, a pesar de que solo sería para Annie, su "admiradora número 1". Paul tiene la ilusión de ser rescatado luego de que un oficial investigue a Annie, pero cuando el descubre a Sheldon, Annie lo asesina, culpando a Paul de esto por haber gritado. Ahora Paul deberá pensar una nueva alternativa para escapar, pero esta vez sabe que tendrá que asesinarla para hacerlo.

## El final deAnnie Wilkes
Tras terminar "El Retorno de Misery", Paul sugiere a Annie celebrar con una cena. Le pide entonces un cigarrillo y un fósforo, diciéndole que acostumbra fumar solo 1 cigarro cuando termina una nueva novela. Annie accede y Paul aprovecha para realizar su plan. Al encender el fósforo, no es el cigarro el que prende sino la novela que Annie tanto desea, diciendo: "Tú me enseñaste eso Annie" –aludiendo al momento en que Annie quema su manuscrito de "Automoviles veloces"–. Ella desesperada se tira al piso a recoger las páginas ardiendo, llorando y diciendo: No...mi Misery...no puede quemar a mi Misery!. Paul toma la Royal dejándosela caer en la cabeza y ante la sorpresa de él, Annie no muere, se levanta y se dispone a atacarlo. Paul le presiona los ojos con desesperación y la tira al suelo introduciéndole las páginas prendidas en la boca. Annie agonizando logra levantarse y el haciéndola tropezar logra que Annie caiga y se golpee la cabeza con la Royal.
En la película, Sheldon sale arrastrándose de la habitación y Annie cae sobre el haciendo un último intento por matarlo. Paul toma la figura de un cerdo que Annie tiene en su mesa y que representa al cerdo que ella tiene en su granja y al que llamó "Misery". Paul le golpea la cara con la figura asesinándola.
En el libro la policía llega al lugar y descubren a Paul fuera de la habitación desesperado. Al entrar en la habitación, Annie no se encuentra. Después se revela que fue encontrada en el establo con una sierra en la mano, seguramente para atacar a Sheldon, pero falleció a causa de una fractura de cráneo provocada por la Royal.
Paul logra rehacer su vida. En la película, el libro "El Retorno de Misery" es quemado, pero en el libro "Misery" se revela que lo que Sheldon quemó no fueron más que hojas blancas y borradores inservibles. La verdadera obra la escondió debajo de la cama y la publicó después. Paul piensa la idea de escribir una novela basada en sus propias experiencias, a pesar de que quedó marcado por Annie Wilkes, físicamente al quedar cojo, y psicológicamente al comenzar a volverse loco.
- Datos: Q6067272